# Mehmet Âkif Ersoy
Mehmet Âkif Ersoy (1873, Istanbul- 27 de desembre de 1936, Istanbul) va ser un poeta turc, autor, professor, diputat, i el poeta de l'Himne Nacional Turc. Era descendent d'albanesos per via paterna i descendent d'uzbeks per via materna.
Àmpliament considerat com una de les primeres ments literàries del seu temps, Ersoy és conegut també pel seu domini de la llengua turca, així com el seu patriotisme i pietat i el seu suport a la Guerra d'Independència Turca.
Hi ha una universitat que porta el seu nom a Burdur. El retrat d'Ersoy va aparèixer en el revers dels bitllets turcs de 100 lires de 1983-1989.

## Biografia
Ersoy va néixer com a Mehmet Ragif a Istanbul, Imperi Otomà el 1873 a una família conservadora. Era fill d'İpekli Tahir Efendi, un albanès de Peja, actualment a Kosovo i mestre a la Madrassa Fatih, en el moment en què totes les institucions de l'estat es trobaven en decadència terminal, i les crisis essencials i els canvis de règim estaven en curs. La seva mare, Emine Şerife Hanım, descendia d'uzbeks i turcs. Quan estava a punt de completar la seva educació al Fatih Merkez Rüştiyesi, la mort del seu pare i un foc que destruí destruï casa seva, forçaren Ersoy a interrompre la seva educació i començar a treballar per donar suport a la seva família. Volia començar una carrera professional tan aviat com fos possible, i ingressà al Mülkiye Baytar Mektebi (Escola Veterinària), i es graduà amb honors en 1893.
En el mateix any, Mehmet Akif Ersoy ingressà al servei civil i dirigí la recerca sobre malalties contagioses en diversos llocs d'Anatòlia. Durant aquestes assignacions, en línia amb la seva inclinació religiosa, donava sermons en mesquites, i intentava educar la gent i alçar la seva consciència. Junt amb Recaizade Mahmut Ekrem, Abdülhak Hamit Tarhan i Cenap Şahabettin, que havia conegut el 1913, treballà per a la branca de publicacions del Müdafaa-i Milliye Heyeti. Aviat dimití del seu càrrec governamental i altres ocupacions, i escriví poemes i articles per a la publicació Sırat-ı Müstakim.
Durant l'esfondrament de l'Imperi Otomà, Mehmet Akif Ersoy era un patriota fervent. Feia contribucions importants a la lluita per la declaració de la República Turca, i advocà pel patriotisme amb discursos que feia a les mesquites del país. El 19 de novembre de 1920, durant un famós discurs que va fer a la Mesquita de Nasrullah de Kastamonu, condemnà el Tractat de Sèvres, i convidà la gent a utilitzar la seva fe i les seves armes per lluitar contra els colonialistes occidentals. Quan la publicació Sebilürreşat, que llavors s'elaborava fora d'Ankara, publicà aquest discurs, s'estengué pertot arreu del país i es convertí fins i tot en un pamflet distribuït als soldats turcs.
Tanmateix, Mehmet Akif Ersoy es guanyà el seu lloc significatiu en la història de Turquia com el compositor de la lletra de l'Himne Nacional Turc. Durant la sessió de 12 de març de 1921, la Gran Assemblea Nacional de Turquia designà oficialment el seu poema de deu quartets com a lletra de l'himne nacional.
Mehmet Akif Ersoy és un personatge cabdal en la moderna història de Turquia, i ha deixat una profunda empremta en aquesta història. Durant el període republicà, Mehmet Akif Ersoy ensenyà història i literatura en diverses universitats.
Ersoy se n'anà a viure temporalment al Caire, segons sembla per motius familiars el 1925. Ersoy residí durant uns anys al Caire, on hi ensenyà llengua turca a la Universitat durant la seva estada d'11 anys. Contragué malària durant una visita al Líban (segons altres fonts va emmalaltir de cirrosi) i en veure pròxima la seva mort, va decidir de retornar a la seva Turquia natal, on va morir el 1936.
Va ser enterrat al Cementiri dels màrtirs d'Edirnekapı a Istanbul. Mehmet Akif Ersoy és la primera persona en la història de la República de Turquia que ha vist interpretat l'himne nacional en el seu funeral.

## Obres

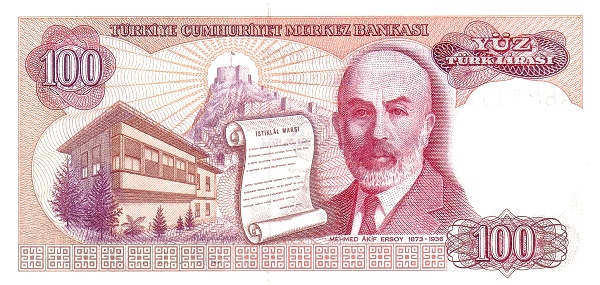
Revers d'un bitllet de 100 lires amb l'efígie de l'escriptor

Mehmet Akif Ersoy tenia un profund coneixement de la literatura oriental tradicional. A més a més, durant els anys que va estar estudiant a escola de veterinària, li agradava llegir els treballs d'autors com ar Victor Hugo, Alphonse de Lamartine, Émile Zola, i Jean-Jacques Rousseau.
És força conegut per la seva obra de 1911 titulada Safahat. Aquest volum és una col·lecció de 44 poemes de diversa llargada escrits per Mehmet Akif Ersoy. El primer treball que apareix en aquest llibre està datat el 1904, però això no està del tot clar, i és altament probable que el poeta, que tenia 32 anys en aquella data en particular, compongués poemes abans d'aquella data.
És també conegut per haver escrit la lletra de l'Himne Nacional Turc, İstiklâl Marşı (La Marxa de la Independència en català) –; que va ser adoptat com a himne el 1921; per a molts turcs, és el seu "Poeta Nacional". La lletra va ser escrita originalment com a poema en un recull de les seves obres. Paradoxalment, un dels seus treballs més famosos, Safahat, no va ser àmpliament llegit o publicat fins a èpoques recents.
A més a més als seus mèrits literaris i la seva personalitat patriòtica, Ersoy era un home profundament pietós que era conegut per haver participat en alguna ocasió en una tafsir i per unes poques, però particularment ben escrites, traduccions poètiques de l'Alcorà que havia realitzat. Atatürk, que admirava Ersoy i estava profundament impressionat amb les mostres del tafsir d'Ersoy que havia rebut, demanà al poeta si podria traduir l'Alcorà sencer a turc, així com proporcionar un comentari sobre el seu contingut. Encara que primer acceptà l'oferta, Ersoy aviat s'adonà que el seu domini de teologia islàmica i el seu coneixement d'àrab clàssic eren insuficients per proporcionar una traducció minuciosa, apropiada de l'exquisit àrab de l'Alcorà. Per evitar la possible circulació pública d'una traducció que pogués ser remotament defectuosa, cremà les poques pàgines en què treballava, i es va donar aquest encàrrec a teòlegs i estudiosos més grans del moment, Elmalılı Hamdi Yazır, el treball del qual es considera encara com el tafsir de registre a Turquia.
Altres obres seves són Süleymaniye Kürsüsünde (A la cadira de Süleymaniye, 1912), Hakkın Sesleri (Veus de Déu, 1913), Fatih Kürsüsünde (A la cadira de Fatih, 1914), Hatıralar (Memòries, 1917), Asım (Asım, 1924), Gölgeler (Ombra, 1933), Kastamonu Nasrullah Kürsüsü'nde (A la Cadira de Kastamonu Nasrullah, 1921), Kur'an'dan Ayet ve Hadisler (Aleia i Hadit des de l'Alcorà, 1944).